# Czesław Kwieciński

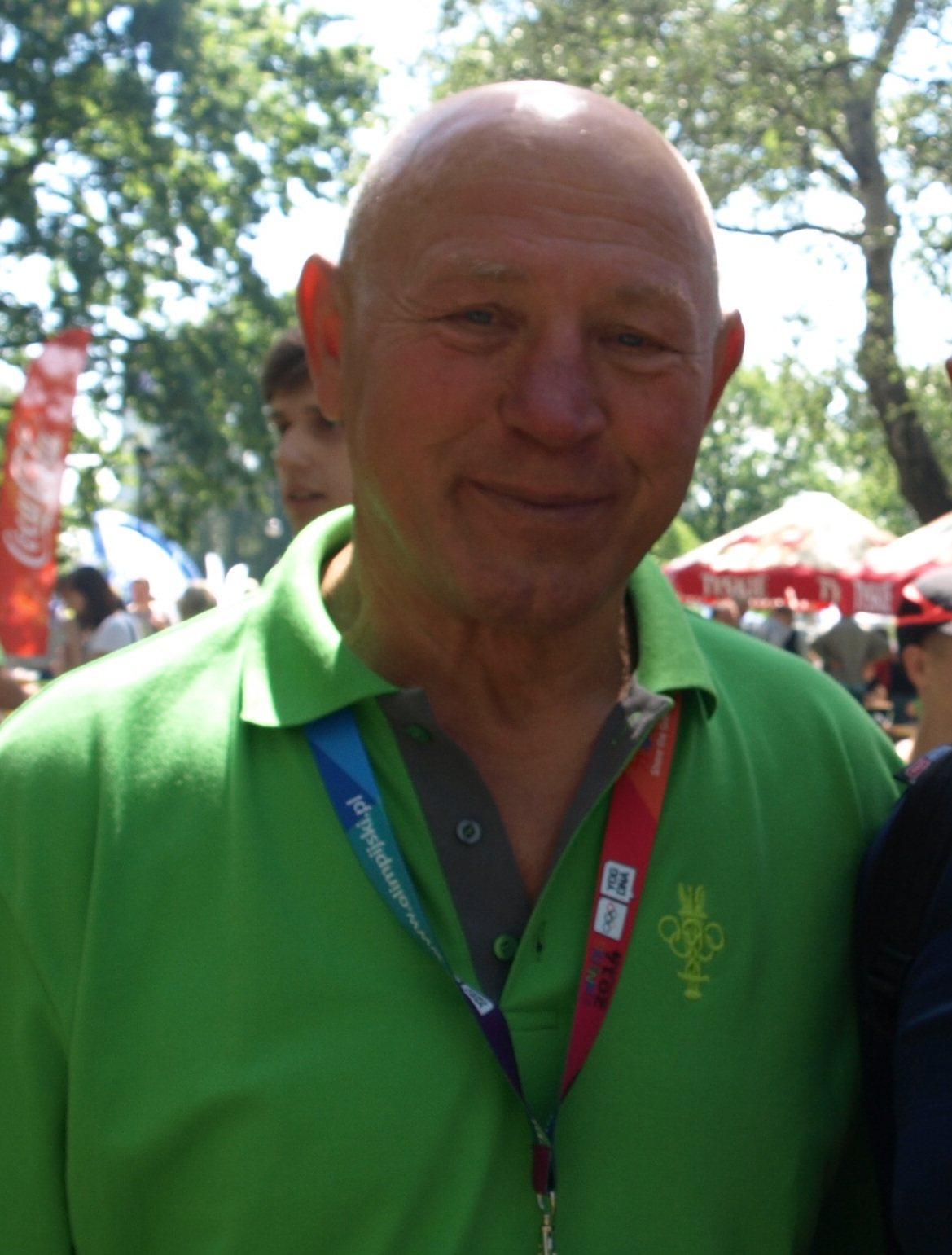
Czesław Kwieciński

Czesław Kwieciński (* 20. Januar 1943 in Romaškiai, Rajongemeinde Kaunas, Litauische SSR) ist ein ehemaliger polnischer Ringer. Er gewann bei den Olympischen Spielen 1972 und 1976 jeweils eine Bronzemedaille im griech.-röm. Stil im Halbschwergewicht.

## Werdegang
Czesław Kwieciński wurde vom sowjetischen Geheimdienst NKWD zusammen mit seinen Eltern 1948 nach Sibirien verschleppt. Dort wuchs er auf und begann als Jugendlicher auch mit dem Ringen. Erst im Alter von 16 Jahren kam er nach Polen zurück und wurde in Piotrcovil ansässig. Dort setzte er das Ringen fort und wurde von Eugeniusz Kierusz trainiert. 1962 wechselte er zum Sportverein Siła Mysłowice, dem er bis zum Ende seiner Laufbahn angehörte. Im Laufe seiner langen Karriere wechselten die Trainer, mit denen er zusammenarbeitete, mehrmals. Es waren u. a. Ernest Gondzik, Jan Stawowski und Janusz Tracewski.
Im Jahre 1964 wurde Czesław Kwieciński als polnischer Juniorenmeister im griechisch-römischen Stil im Mittelgewicht (damals bis 87 kg Körpergewicht) bei den Olympischen Spielen in Tokio eingesetzt. Dort erreichte er im Mittelgewicht den 16. Platz. Er hatte allerdings in Wjatscheslaw Oleinik aus der UdSSR und Lothar Metz aus Rostock enorm schwere Gegner, gegen die er, nicht überraschend, verlor.
Bereits im nächsten Jahr überraschte Czesław Kwieciński bei der Weltmeisterschaft im finnischen Tampere mit dem Gewinn der WM-Bronzemedaille, die er mit einem Sieg über den Jugoslawen Josip Čorak sicherstellte. Gegen Per Svensson aus Schweden und Ferenc Kiss aus Ungarn musste er Niederlagen einstecken.
In den nächsten drei Jahren erreichte er bei den Welt- bzw. Europameisterschaften und auch bei den Olympischen Spielen 1968 in Mexiko-Stadt keine Medaillenplätze. In Mexiko-Stadt kam er im Halbschwergewicht auf den 7. Platz. Im Jahre 1969 war er bei keinen internationalen Meisterschaften am Start. 1970 folgte dann nach einem 6. Platz bei der Europameisterschaft in Berlin mit dem 2. Platz im Halbschwergewicht bei der Weltmeisterschaft im kanadischen Edmonton der nächste große Erfolg in der Laufbahn von Czesław Kwieciński. Er siegte in Edmonton u. a. über die starken Ostblock-Ringer Venko Tsintsarow aus Bulgarien, László Sillai aus Ungarn und Josip Čorak. Im Endkampf unterlag er damals in dieser Gewichtsklasse und Stilart überragenden sowjetischen Sportler Waleri Resanzew.
Im Jahre 1972 nahm Czesław Kwieciński in München bereits an seinen dritten Olympischen Spielen teil. Erstmals gewann er dabei mit der Bronzemedaille eine olympische Medaille. Bemerkenswert waren dabei seine Siege über Stojan Nikolow aus Bulgarien und die Unentschieden gegen Josip Čorak und Lothar Metz. Gegen Waleri Resanzew hatte er allerdings wiederum keine Chance.
Auch 1973 gelang ihm wieder ein großer Erfolg. In Teheran wurde er wie schon 1970 wieder Vize-Weltmeister im Halbschwergewicht. Nach Siegen über Stojan Nikolow, Károly Bajkó aus Ungarn und Nicolae Neguț aus Rumänien unterlag er dabei im Finale wieder gegen Waleri Resanzew.
Bis zum Jahre 1976 gelangen ihm dann keine Medaillengewinne mehr. Immerhin kam er aber bei den Europameisterschaften 1974 und 1975 jeweils auf den 4. Platz. Bei den Olympischen Spielen 1976 in Montreal sicherte er sich aber zum zweiten Mal eine Bronzemedaille. Stojan Nikolow und Waleri Resanzew platzierten sich dabei vor ihm.
Czesław Kwieciński war ein Ausbund an Energie und Ehrgeiz, das zeigte sich in den folgenden vier Jahren, in denen er weiterhin bei vielen Welt- und Europameisterschaften startete. Inzwischen traf er auf eine ganz neue Generation von Weltklasseringern, denen er meistens große Kämpfe liefert, aber doch anerkennen musste, dass die Jugend die Vorherrschaft gewann. Diese jungen Ringer waren vor allem Frank Andersson aus Schweden, Igor Kanygin aus der Sowjetunion und Norbert Növényi aus Ungarn.
1978 gelang ihm bei der Europameisterschaft in Oslo, bei der er den 6. Platz belegte, ein Prestigesieg über den Olympiasieger von 1972 im Mittelgewicht Csaba Hegedüs aus Ungarn und im gleichen Jahr kam er bei der Weltmeisterschaft in Mexiko-Stadt noch einmal auf einen hervorragenden vierten Platz.
1980 startete er in Moskau zum fünften Mal bei Olympischen Spielen. Er hatte dort allerdings das Pech, dass er nach einem Sieg in der ersten Runde über den Mongolen Jamysing Bor auf Frank Andersson und Igor Kanygin traf, gegen die er verlor, ausschied und in der Endabrechnung nur den 11. Platz belegte.
Danach trat Czesław Kwieciński, inzwischen 37 Jahre alt, vom internationalen Ringersport zurück. Er arbeitete in den nächsten Jahren als Sportlehrer in Mysłowice und wurde anlässlich seines 65. Geburtstages von dieser Stadt mit der Verleihung der Ehrenbürgerwürde geehrt.

## Internationale Erfolge
(OS = Olympische Spiele, WM = Weltmeisterschaft, EM = Europameisterschaft, GR = griech.-röm. Stil, Mi = Mittelgewicht, bis 1968 bis 87 kg Körpergewicht, Hs = Halbschwergewicht, bis 1968 bis 97 kg, ab 1969 bis 90 kg Körpergewicht)
- 1964, 16. Platz, OS in Tokio, GR, Mi, nach Niederlagen gegen Wjatscheslaw Oleinik, UdSSR u. Lothar Metz, DDR;
- 1965, 3. Platz, WM in Tampere, GR, Hs, mit Siegen über Veiko Koivumäki, Finnland u. Josip Čorak, Jugoslawien u. Unentschieden gegen Per Svensson, Schweden u. Ferenc Kiss, Ungarn;
- 1966, 3. Platz, Turnier in Klippan/Schweden, GR, Hs, hinter Lennart Persson u. Per Svensson, bde. Schweden;
- 1966, 10. Platz, EM in Essen, GR, Hs, mit einem Sieg über Tore Hem, Norwegen, einem Unentschieden gegen Josip Čorak u. einer Niederlage gegen Stefan Petrow, Bulgarien;
- 1966, 2. Platz, "Wladyslaw-Pytlasinski"-Turnier in Warschau, GR, Hs, hinter Wassili Kot, UdSSR u. vor Kolew, Bulgarien;
- 1966, 11. Platz, WM in Toledo/USA, GR, Hs, nach Niederlagen gegen Gerald Conine, USA u. Bojan Radew, Bulgarien;
- 1967, 5. Platz, EM in Minsk, GR, Hs, mit einem Sieg über Raymond Schummer, Luxemburg, einem Unentschieden gegen Josef Prenosil, Tschechoslowakei u. Niederlagen gegen Wassili Merkulow, UdSSR u. Per Svensson;
- 1967, 10. Platz, WM in Bukarest, GR, Hs, mit einem Sieg über Josip Čorak u. Niederlagen gegen Ferenc Kiss u. Bojan Radew;
- 1968, 1. Platz, "Wladyslaw-Pytlasinski"-Turnier in Warschau, GR, Mi, vor Smolinski, Polen u. Lothar Metz;
- 1968, 7. Platz, OS in Mexiko-Stadt, GR, Mi, mit Siegen über László Sillai, Ungarn u. Julio Graffigna, Argentinien u. Niederlagen gegen Wayne Baugham, USA u. Wjatscheslaw Oleinik;
- 1969, 1. Platz, "Wladyslaw-Pytlasinksi"-Turnier in Warschau, GR, Hs, vor Smolinski u. Pantelejew, UdSSR;
- 1970, 6. Platz, EM in Berlin-Ost, GR, Hs, mit Siegen über Teuvo Sälila, Finnland u. László Sillai u. Unentschieden gegen Stojan Nikolow, Bulgarien u. Josip Čorak;
- 1970, 2. Platz, WM in Edmonton/Kanada, GR, Hs, mit Siegen über László Sillai, Venko Tsintsarow, Bulgarien, Suleyman Akbayir, Türkei u. Chimid Lundaa, Mongolei, einem Unentschieden gegen Josip Čorak u. einer Niederlage gegen Waleri Resanzew, UdSSR;
- 1972, 1. Platz, Vorolympisches Turnier in München, GR, Hs, vor Ernst Knoll u. Günter Kowalewski, bde. BRD;
- 1972, 4. Platz, EM in Kattowitz, GR, Hs, mit Siegen über Iljiaz Guri, Albanien, Barend Kops, Niederlande, László Sillai u. Nicolae Neguț, Rumänien, einem Unentschieden gegen Darko Nišavić, Jugoslawien u. einer Niederlage gegen Stojan Nikolow;
- 1972, Bronzemedaille, OS in München, GR, Hs, mit Siegen über Stojan Nikolow u. Jozsef Perczi, Ungarn, Unentschieden gegen Josip Čorak u. Lothar Metz u. einer Niederlage gegen Waleri Resanzew;
- 1973, 8. Platz, EM in Helsinki, GR, Hs, mit einem Sieg über Svend Erik Studsgaard, Norwegen u. Niederlagen gegen Dieter Heuer, DDR u. Nicolae Neguț;
- 1973, 2. Platz, WM in Teheran, GR, Hs, mit Siegen über Michel Grangier, Frankreich, Stojan Nikolow, Károly Bajkó, Ungarn u. Nicolae Neguț u. einer Niederlage gegen Waleri Resanzew;
- 1974, 4. Platz, EM in Madrid, GR, Hs, mit Siegen über Darko Nišavić u. Stojan Nikolow u. Niederlagen gegen Dieter Heuer u. Waleri Resanzew;
- 1974, 7. Platz, WM in Kattowitz, GR, Hs, mit einem Sieg über Josef Müller, Schweiz u. Niederlagen gegen Darko Nišavić u. Waleri Resanzew;
- 1975, 4. Platz, EM in Ludwigshafen am Rhein, GR, Hs, mit Siegen über Dieter Heuer, Keijo Manni, Finnland u. Aslan Aslan, Türkei u. Niederlagen gegen Georgi Petkow, Bulgarien u. Wladimir Nechajew, UdSSR;
- 1975, 7. Platz, WM in Minsk, GR, Hs, mit einem Sieg über Darko Nišavić u. Niederlagen gegen Waleri Resanzew u. Petre Dicu, Rumänien;
- 1976, 3. Platz, Großer Preis der Bundesrepublik Deutschland in Aschaffenburg, GR,Hs, hinter Waleri Resanzew u. Fred Theobald, BRD u. vof Petre Dicu u. Walentin Stanojew, Bulgarien;
- 1976, Bronzemedaille, OS in Montreal, GR, Hs, mit Siegen über Hashem Kolahi, Iran, Darko Nišavić u. Sadao Sato, Japan u. Niederlagen gegen Waleri Resanzew u. Stojan Nikolow;
- 1977, 1. Platz, Turnier in Helsinki, GR, Hs, vor Frank Andersson, Schweden u. Pedro Pawlidis, BRD;
- 1977, 5. Platz, WM in Göteborg, GR, Hs, mit Siegen über Hashem Kolahi, Aslan Aslan u. Aska Takala, Finnland u. Niederlagen gegen Stojan Nikolow u. Petre Dicu;
- 1978, 6. Platz, EM in Oslo, GR, Hs, mit einem Sieg über Csaba Hegedüs, Ungarn u. Niederlagen gegen Igor Kanygin, UdSSR u. Frank Andersson;
- 1978, 4. Platz, WM in Mexiko-Stadt, GR, Hs, mit Siegen über Henri d'Harns, Belgien, Pete Simons, USA u. Petre Dicu u. Niederlagen gegen Frank Andersson u. Wiktor Awdyschew, UdSSR;
- 1979, 3. Platz, Großer Preis der BRD in Aschaffenburg, GR, Hs, hinter Norbert Növényi, Ungarn u. Stojan Nikolow u. vor Franz Pitschmann, Österreich, Petre Dicu u. Uwe Sachs, BRD;
- 1979, 5. Platz, WM in San Diego, GR, Hs, mit Siegen über Steve Fraser, USA, Wiktor Awdyschew u. Darko Nišavić u. einer Niederlage gegen Norbert Növenyi;
- 1980, 3. Platz, Großer Preis der BRD in Aschaffenburg, GR, Hs, hinter Sergei Golubowitsch, UdSSR u. Petre Dicu u. vor Gennadi Korban, UdSSR u. Stojan Nikolow;
- 1980, 6. Platz, EM in Prievidza, GR, Hs, mit einem Sieg über Georgios Pozidis, Griechenland u. Niederlagen gegen Keijo Manni u. Stojan Nikolow;
- 1980, 11. Platz, OS in Moskau, GR, Hs, mit einem Sieg über Jamysring Bor, Mongolei u. Niederlagen gegen Frank Andersson u. Igor Kanygin

## Polnische Meisterschaften
Czesław Kwieciński wurde in den Jahren 1967, 1969, 1970, 1971, 1973, 1974, 1975, 1978 u. 1979 polnischer Meister im Halbschwergewicht.